# Krzysztof Głodowski
Krzysztof Głodowski (ur. 13 kwietnia 1955 w Słupsku) – polski hokeista na trawie, bramkarz, olimpijczyk, wielokrotny mistrz Polski.

## Życiorys
Syn Kazimierza i Lucyny z Kowalskich, w 1974 ukończył Technikum Chemiczne w Toruniu; w 1982 uzyskał na poznańskiej Akademii Wychowania Fizycznego dyplom magistra wychowania fizycznego (oraz uprawnienia trenera II klasy). Treningi hokeja rozpoczął w Pomorzaninie Toruń; w 1976 przeniósł się do Lecha Poznań, wraz z którym był 7-krotnie mistrzem Polski (1977, 1978, 1984, 1985, 1986, 1987, 1989).
W latach 1975–1983 zaliczył 19 występów w reprezentacji narodowej. Uczestniczył w kilku imprezach międzynarodowych, przede wszystkim igrzyskach olimpijskich w Moskwie (1980, 4. miejsce) oraz finałach mistrzostw świata i mistrzostw Europy (oba turnieje w 1978).
Żonaty (żona Stefania), ma dwoje dzieci (córkę Agnieszkę i syna Bartosza); syn gra w hokeja w Lechu Poznań.